# I'm Not One of Us
I'm Not One of Us är det svenska alternativ metal-bandet Psycores andra och sista studioalbum, utgivet 1999 på V2 Records. Albumet gavs ut i Japan året efter.
"The Zoo" gavs ut som singel i mars 2000. Till den låten spelades det även in en musikvideo.

## Låtlista
1. "Set The Record Straight"
2. "Narrowmind"
3. "The Zoo"
4. "Zoo (Part 2)"
5. "Smell The Cancer"
6. "Enemy To Myself"
7. "A Week"
8. "You Made A Monster"
9. "Be A Baby"
10. "My Life"
11. "Part Me, Part Machinery"
12. "Pandemonium"
13. "A Future Gone Fishing"

## Medverkande
Musiker
- Markus Jaan – sång
- Carlos Sepulveda – gitarr
- Hansi Baumgartner – basgitarr
- Hans Wilholm – trummor

Produktion
- Psycore – producent
- Kristian "Rizza" Isaksson – inspelningstekniker
- Andy La Rocque – mixning
- Joe Barressi – mixning
- Markus Jaan – mixning
- Kristian "Rizza" Isaksson – mixning
- Howie Weinberg – mastering
- Gary Everitt – grafisk design
- Markus Jaan – design
- Mr. Murdoch – design
- Janie Airey – foto